# Andrea Lala
Andrea Lala (Palermo, 1939) è un attore e doppiatore italiano.

## Biografia
È stato attivo negli anni sessanta e negli anni settanta, particolarmente in televisione come interprete di sceneggiati televisivi e miniserie televisive (nel 1964 ha interpretato il ruolo del giovane Michelangelo in Vita di Michelangelo). Successivamente è passato al doppiaggio.
Come caratterista ha interpretato film poliziotteschi e film del cinema di genere.
Come doppiatore ha dato voce a numerosi anime, fra cui Jeeg robot d'acciaio (1975), Candy Candy e Sui monti con Annette.
È stato voce fuori campo in servizi per Ulisse - Il piacere della scoperta.

## Prosa televisiva
- Giulio Cesare, regia di Sandro Bolchi, trasmessa il 19 febbraio 1965.
- I corvi, regia di Sandro Bolchi, trasmessa il 7 gennaio 1969.
- Tutta la verità, regia di Claudio Fino, trasmessa dal Programma nazionale il 25 novembre 1969.
- Il più forte, commedia di Giuseppe Giacosa, regia di Carlo Di Stefano, trasmessa il 22 febbraio 1974.

## Filmografia
- Vita di Michelangelo, regia di Silverio Blasi – miniserie televisiva (1964)
- La donna di fiori, regia di Anton Giulio Majano – miniserie televisiva, sesto episodio (1965)
- Caravaggio, regia di Silverio Blasi – sceneggiato televisivo (1967)
- Questi nostri figli (1967)
- La donna di quadri, regia di Leonardo Cortese – miniserie televisiva (1968)
- Nero Wolfe – serie televisiva, episodio Veleno in sartoria (1969)
- Il triangolo rosso – serie televisiva, episodio La tromba d'oro (1969)
- Tutta la verità, regia di Claudio Fino - miniserie televisiva (1969)
- All'ultimo minuto – serie televisiva, episodio Allarme a bordo (1971)
- Il caso Lafarge – miniserie televisiva (1973)
- L'eredità dello zio buonanima, regia di Alfonso Brescia (1974)
- Philo Vance, regia di Marco Leto – miniserie televisiva, episodio La fine dei Greene (1974)
- ...a tutte le auto della polizia, regia di Mario Caiano (1975)
- Prete, fai un miracolo, regia di Mario Chiari (1975)

## Doppiaggio

### Cinema
- Robert F. Logan in La grande avventura, La grande avventura continua
- Doug Bradley in Hellraiser 4: La stirpe maledetta
- Richard Mawe in La vita a modo mio
- Don Gordon in Conflitto finale
- Joaquin Blanco in Virus - L'inferno dei morti viventi
- Goro Mutsumi in Distruggete Kong! La Terra è in pericolo!
- Hideo Ko in Distruggete DC59 - Da base spaziale a Hong Kong
- Lee Chin-kuen in La vendetta di Ki-Siang
- Yang Chun in Ku-Fang, il ciclone di Hong Kong
- Giovanni Lombardo Radice in Apocalypse domani
- Nunzio Gallo in Il motorino

### Televisione
- David Groh in Broken Vows
- William Shatner in Star Trek, T.J. Hooker
- Efrem Zimbalist Jr. in F.B.I.
- Robert Pine in CHiPs
- Sam Elliott in Missione Impossibile
- Dennis Farina in La famiglia Pellet
- Rüdiger Kirschstein in A cavallo della fortuna

### Cartoni animati
- Gauss in UFO Robot Goldrake
- Imperatore del Drago in Jeeg robot d'acciaio
- Stuart in Candy Candy